# Hunter College

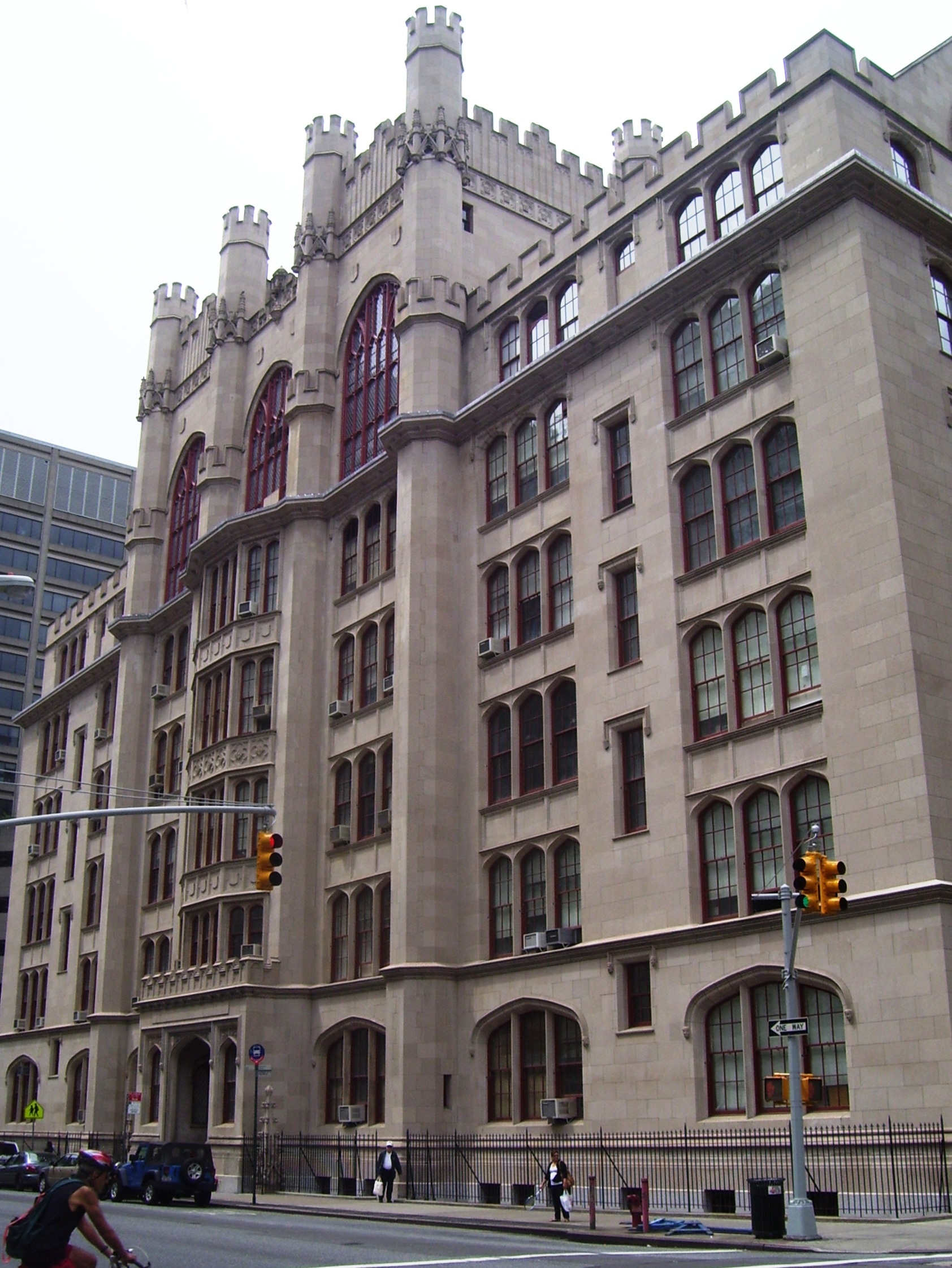
Thomas Hunter Hall

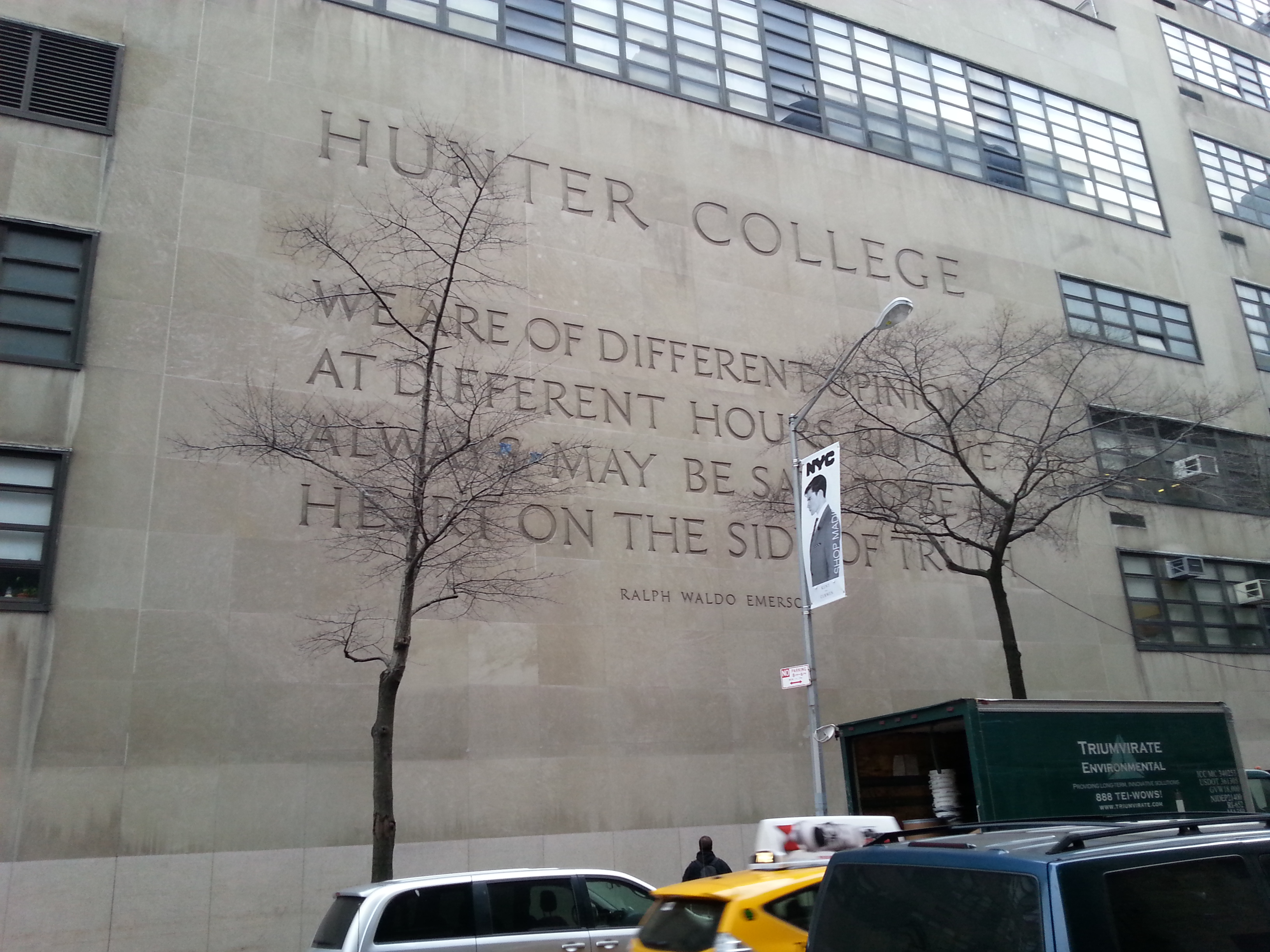
Inschrift an der Wand des Hunter College. Das eingravierte Zitat von Ralph Waldo Emerson lautet übersetzt: „Wir mögen zwar bisweilen unterschiedlicher Meinung sein, aber man soll immer von uns sagen können, dass wir von Herzen auf der Seite der Wahrheit stehen.“

Das Hunter College (auch Hunter College of The City University of New York genannt) ist eine staatliche Universität in New York City im US-Bundesstaat New York. Es ist Teil der City University of New York. Es wurde 1870 als Frauencollege gegründet, Männer wurden seit den 1950er Jahren zum Studium aufgenommen.

## Fakultäten
- Gesundheitsberufe
- Künste und Wissenschaften
- Pädagogik
- Sozialarbeit

Weitere Einrichtungen des Hunter College
- International English Language Institute
- Weiterbildung
- Hunter College High School
- Hunter College Elementary School

## Zahlen zu den Studierenden und den Dozenten
Im Herbst 2021 waren 24.099 Studierende am Hunter College eingeschrieben. Davon strebten 18.152 (75,3 %) ihren ersten Studienabschluss an, sie waren also undergraduates. Von diesen waren 66 % weiblich und 34 % männlich; 30 % bezeichneten sich als asiatisch, 11 % als schwarz/afroamerikanisch, 30 % als Hispanic/Latino und 22 % als weiß. 5.947 (24,7 %) arbeiteten auf einen weiteren Abschluss hin, sie waren graduates. Es lehrten 1.878 Dozenten an der Universität, davon 600 in Vollzeit und 1.278 in Teilzeit.
2006 studierten hier 21.309 Studenten.

## Präsidenten
Präsidenten seit der Gründung waren:
- 1870–1906: Thomas Hunter
- 1906–1908: Joseph A. Gillet (Stellvertretender Präsident)
- 1908–1929: George Samler Davis
- 1929–1933: James Michael Kieran
- 1933–1940: Eugene A. Colligan
- 1940–1960: George Nauman Shuster
- 1960–1967: John Meng
- 1967: Mary Latimer Gambrell
- 1967–1969: Robert D. Cross
- 1970–1979: Jacqueline Grennan Wexler
- 1979–1980: Joseph Shenker (Stellvertretender Präsident)
- 1980–1987: Donna E. Shalala
- 1988: Tilden J. LeMelle (Stellvertretender Präsident)
- 1988–1993: Paul LeClerc
- 1993–???: Blanche D. Blank (Stellvertretender Präsident)
- seit 2014: Nancy Cantor

## Persönlichkeiten
Nobelpreisträgerinnen
- Rosalyn Sussman Yalow – Nobelpreisträgerin Medizin 1977
- Gertrude Belle Elion – Nobelpreisträgerin Medizin 1988

Dozenten
- Gladys Elizabeth Baker – Mykologin
- David Konstan – Klassischer Philologe
- Louise Buenger Robbert – Geschichte
- Gabriele Evertz – Kunst
- Madeline Early –  Mathematikerin
- Laura Guggenbühl – Mathematikerin
- Lillian Rosanoff Lieber – Mathematikerin, Autorin und Hochschullehrerin
- Annita Tuller – Mathematikerin

Studenten
- Adele Goldstine – Mathematikerin und Programmiererin
- Ellen Barkin – Schauspielerin
- Robert Barry – Konzeptkünstler
- Patricia Bath – Augenärztin und Erfinderin
- Miriam Becker Mazur –  Mathematikerin und Hochschullehrerin
- Bonnie Bedelia – Schauspielerin
- Edward Burns – Schauspieler
- Bobby Darin – Musiker
- Vin Diesel – Schauspieler
- Madeline Early –  Mathematikerin und Hochschullehrerin
- Laura Guggenbühl – Mathematikerin und Hochschullehrerin
- Jasper Johns – Künstler, Maler
- Perry Kretz – Journalist und Kriegsberichterstatter
- Audre Lorde – Dichterin
- Lilian Moore – Kinderbuchautorin
- Rhea Perlman – Schauspielerin
- Dascha Polanco – Schauspielerin
- Eunice Reddick – Diplomatin
- Judy Reyes – Schauspielerin
- Jean Stapleton – Schauspielerin
- Annita Tuller – Mathematikerin und Hochschullehrerin